# Разказ за зографските мъченици
„Разказът за зографските мъченици“ е житиен текст, който описва подвига и мъченичеството на двадесет и шестте преподобни зографски мъченици († 10 октомври 1275; пам. 10 октомври). Това са двадесет и двама монаси от Зографския манастир „Свети Георги“: игумена Тома, Варсануфий, Кирил, Михей, Сѝмон, Иларион, Яков, Иов, Киприян, Сава, Яков, Мартиниан, Козма, Сергий, Мина, Йоасаф, Йоаникий, Павел, Антоний, Евтимий, Дометиан и Партений, както и 4 миряни, чиито имена са неизвестни. Мъчениците били изгорени в манастирската кула, поради отказа им да приемат унията, която византийският император Михаил VIII Палеолог (1259 – 1281) сключил през 1274 г. с Римската църква. Византийският император изпраща указ (πρόσταγμα) до Света гора, в който заявява, че по време на богослужението трябва да бъде споменавано името вече не на константинополския пархиарх, а на римския папа. Това предизвиква негодуванието на светогорските монаси, които се обявяват против съюза между двете църкви. Сведенията за последствията от отказа на атонските иноци не са много, но малкото запазени показват силата, с която те отстоявали православната вяра.

## Гръцки разказ за нашествието на латините на Света гора
Съгласно един издаден от австрийския учен Йоханес Кодер гръцки текст, византийският император Михаил VIII Палеолог, след като сключил Лионската уния между Православната и Католическата църква (6 юли 1274 г.), поискал помощ от папата в борбата си срещу българския цар Калоян. На път за Константинопол латините минали през Света гора и убедили монасите от Великата Лавра да приемат католическата вяра. След това отишли в Иверския манастир, където монасите отказали да се съгласят с исканията на католиците. Затова едни монаси били удавени в морето, а други изпратени в Италия и продадени като роби. Латините опустошили манастира и се отправили към Ватопед. Там братята също не приели унията и поради тази причина „латиномъдрените“ убили възрастните и немощни монаси, а младите, които се опитали да се скрият, обесили.
После походът се насочил към Зографския манастир, но преди това игуменът Тома и монасите били предупредени за наближаващата опасност от чудотворната икона на Божията Майка. Игуменът накарал по-малодушните братя да се скрият някъде по планинските пещери. Останалите монаси се укрепили в кулата и влезли в богословски спор с еретиците, изобличавайки техните заблуди. Латините подпалили кулата и погубили затворените там 22 монаси и 4 миряни. От всички само клисарят о. Партений не загинал в пламъците, а паднал от кулата. Той живял още 30 дни и така имал възможност да разкаже всичко на завърналите се по-късно в манастира братя. По време на пожара изгорели 193 книги, които се съхранявали в манастира, църковна утвар, както и различни дарове, поднесени от българските царе Симеон, Петър и Йоан Асен II.
Италианският учен Антонио Риго смята, че издаденият от Кодер гръцки текст е написан не по-рано от XV в., дълго време след описваните в него събития.

## Среднобългарски „Разказ за зографските мъченици“

### Издания
Част от текстовете с антилатинска насоченост е и т. нар. „Разказ за зографските мъченици“. Той е запазен в два ръкописни преписа: един от 1606 г., в библиотеката на румънския манастир Драгомирна (№ 1785), друг от XVII в., в Руската държавна библиотека (Ф.87, № 24/М.1706 Архив на оригинала от 2017-10-05 в Wayback Machine., листове 19б – 22-ра). Вторият от тези ръкописи представлява откъс от Стишен пролог (вид богослужебен сборник) за месеците от септември до февруари и съдържа жития и на други светци в „търновска“ редакция, което свидетелства за българския произход на оригинала. Открит е ок. 1845 г. от Виктор Григорович в Шипка – най-вероятно в тамошната църква „Св. св. Константин и Елена“ (впоследствие разрушена през Освободителната война), където пътешественикът намерил немалко ръкописи.
„Разказът за зографските мъченици“ е обнародван за пръв път от руския учен Константин Радченко в края на XIX век. По-късно Йордан Иванов, който имал възможност да си набави снимки от ръкописа, преиздава Разказа в книгата си „Български старини из Македония“. Пак той го превежда през 1935 г. на съвременен български език в сборника „Старобългарски разкази“. През 1964 г. Боню Ангелов издава един направен през ΧΙΧ в. преразказ на текста на простонароден език. Последният новобългарски превод на Разказа е дело на Климентина Иванова, която го снабдява с подробен коментар. Разказът е превеждан и на английски език.

### Проучвания върху текста
В Разказа са представени отношенията между зографските монаси и католиците, описват се накратно гибелта на монасите и разрушаването на манастирската кула, изредени са имената на мъчениците. Най-вероятно текстът има по-ранна основа – незапазен църковен поменик, в които са били вписани имената на загиналите.
Различини учени датират Разказа поразному. Неговият пръв изследовател Константин Радченко го отнася към XIV в. и го свързва с османското нашествие на Балканите. Й. Иванов го датира ок. 1303 – 1311 г., когато Света гора била редовно изложена на нападения от страна на каталанските наемници, а и споменът за действията на католиците униати бил все още жив в съзнанието на монасите. Константин Мечев изказва предположение, че Разказът е написан от Григорий Цамблак през последната четвърт на XIV в. Климентина Иванова датира текста в края на XIII в. – след 1282 г., когато умира Михаил VIII Палеолог, за чието управление в текста се говори като за вече приключило. Някои изследователи смятат Разказа за недостоверно предание, повлияно от „монашеския фолклор“ на Света гора и възникнало през XV в.

### Авторство
Според Й. Иванов автор на текста е неизвестен по име монах от Зографския манастир. Константин Мечев приписва Разказа на Григорий Цамблак, но Боню Ст. Ангелов отхвърля това предположение с редица доводи. Емил Георгиев поддържа мнението на Й. Иванов: според него Разказът е дело на анонимен зографски монах, който бил свидетел на събитията и оцелял или бил един от тези монаси, които се укрили при вестта за латинското нашествие. Анисава Милтенова също приема – предвид точността на дадените в текста подробности, – че авторът е бил свидетел на събитията.

### Разпространие
Една от най-подробните версии на Разказа се съдържа във втората част на славянската версия на „Разказ за Ксиропотамския манастир“. Среднобългарският оригинал на този разказ е пренесен от Атон в Супрасълския манастир, както свидетелства една приписка от 1546 г. Запазени са два негови източнославянски преписа: единият от втора половина на XVI в. (Санкт Петербург, Библиотека на Руската Академия на науките, Доброхот. № 31, листове 41 – 46), а другият от края на XVI или началото на XVII в. (Киев, Библиотека на Украинската Академия на науките, Михайло-Златоверхски манастир № 47/1656, листове 21б–26а).
От XVIII в. „Разказът за Ксиропотамския манастир“ получил широко разпространие сред старообредците (най-стар препис от средата на XVIII в.: РГБ. Егор. № 673). Подвигът на Зографските мъченици често е даван като пример за отстояването на вярата. В тази версия на разказа се говори за това как „латиномъдрият“ император не послушал своя патриарх и сключил уния с римския папа. След това се насочили към Атон, походът минал през Великата Лавра, където имали богословски спор с монасите, но тамошните братя признали върховенството на католицизма. След това латините се насочили към манастира Каракал и манастир, назован „Алимпиев“, от където духовниците също приели унията. А монасите от Иверския манастир отказали съпротива на латините, не приели съюза между църквите и затова били издавени в морето. Походът на католиците минал и през Зографския манастир, след това се насочил към Ксиропотам, където братството приело унията. По време на бослужението, когато дяконът произнесъл името на римския папа, станало земетрасение. Храмът се срутил и засипал вероотстъпниците. След като се случило това, останалите живи католици приели православното християнство и станали монаси. Описаните събития са отнесени към есента на 1275 г. (6784 г. от сътворението на света). При споменаването на мъченичеството на Зографските монаси в текста се казва, че българите държали властта, а столицата на Българското царство била Търновград, а франките (фрѫзи) владеели Цариград. Това е анахронизъм, който може да бъде обяснен с влияние от среднобългарската (търновска) традиция.
„Разказът за Ксиропотамския манастир“ може да се датира в 20-те години на XIV в. (не по-късно от 1328 г.), защото в края на текста има молитва за спасение „царя Андроника и иже от сынов сыны его, еже устроил православие и церковь исправи на первенец православия паки, и иже во Св. Горе пожжена и порушана – вся воздвиже и украси“. Става дума за византийския император Андроник II Палеолог (1282–1328) и за времето след смъртта на неговия по-голям син-съуправител Михаила IX.
За Зографските преподобномъченици се съобщава накратко в писмо на светогорските монаси до московския княз Василий II Тъмни от ок. 1441-1444 г. За разлика от ватопедското братство, което приели Лионската уния, монасите от Зограф не допуснали латините в манастира си и се затворили в кулата, която последните подпалили. „И тако онии иноци, тугою скончавшеся, веру съблюдше – ныне же мощи тех во священие имамы.“
Разказът за мъчението на зографските монаси и четиримата миряни получил широко разпространение. Той заема централно място в книгата на Стефан Светогорец „Сказание за Света гора Атонска“. Преподобният Паисий Хилендарски също споменава за зографските мъченици в своята „История славянобългарска“. През XIX в. подвигът им е включен в Атонския патерик.

## Св. 26 преподобномъченици зографски и тяхното почитане днес
На мястото на изгорялата кула през 1873 г. бил построен паметник, който бил осветен на празника на преподобномъчениците. В навечерието, след залез слънце, започнало всенощно бдение. По време на службата, точно в полунощ, когато след първата катизма започнали да четат „Житието и страданието на св. зографски мъченици“, над църквата неочаквано се появил огнен стълб. Той осветил обителта и цялата околност с такава ярка светлина, че можели да се разпознават и най-дребните предмети. Този дивен стълб, след като постоял над храма около три – четири минути, се преместил над паметника, отново спрял за няколко минути, а след това започнал да се издига нагоре и се превърнал в кръг, подобен на венец, който увенчавал отвисоко паметника и мястото, където пострадали светите мъченици. Мнозина станали свидетели на това чудо.
Най-известното изображение на 26-те зографски преподобномъченици е изрисувано през 1818 г. от живописеца Митрофан на северната страна на наоса в главната църква на Зографския манастир. През 1919 г. о. Панарет написал акатист на преподобномъчениците.

## Други
На Зографската легенда е наречена улица в квартал „Драгалевци“ в София (Карта).

### На кирилица
- Акатист и Житие на светите 26 Зографски преподобномъченици и други слова. Света гора Атон, Славянобългарска Зографска Света обител, 2005
- Ангелов, Б. Ст. Руско-южнославянски книжовни връзки. С., 1980
- Ангелов, Б. Ст. Три исторически разказа. – Известия на Института за история, 14-15, 1964, 476 – 483
- Божилов, И. „Мъчение на зографските монаси“: Легенди и факти. – Светогорска обител Зограф. 1996. Т. 2., 175 – 189
- Буланин, Д. М. Повесть о Зографских мучениках. – В: Словарь книжников и книжности Древней Руси, II.3. Санкт-Петербург, 2012, 696 – 701
- Вишенский, И. Сочинения. Москва, 1955.
- Георгиев, Е. Литературата на Втората Българска държава. Литературата на ХІІІ век. С., 1977
- Григорович, В. И. Очерк путешествия по Европейской Турции. М., 1877
- Живоjиновић, М. Света гора и Лионска униjа. – Зборник радова Византолошког института. 1978. Књ. 18, 147 – 149
- Иванов, Й. Български старини из Македония. С., 1931
- Иванов, Й. Старобългарски разкази. С., 1935
- Иванова Кл. Стара българска литература. Т. 4. С., 1986
- Мечев, К. Безименен ли е старобългарският „Разказ за зографските мъченици“. – Литературна мисъл, XII, 1968, № 3, 106 – 113
- Милтенова, А. „Похвала за зографските мъченици“. – В: Старобългарска литература. Енциклопедичен речник, С., 2003, с. 381
- Павликянов К. История на българския светогорски манастир Зограф от 980 до 1804 г.: Свидетелствата на 27 неизвестни документа. София, 2005
- Паисий Хилендарски, История славянобългарска. (Критическо издание с превод и коментар). Света гора Атон, Славянобългарска Зографска Света обител, 2015
- Радченко, К. Ф. Отчет магистрата К. Ф. Радченко о занятиях рукописями в библиотеках и других ученых учреждениях Москвы и С. Петербурга в течение сентября и октября 1896 года. – Университетские известия, 4 (апрель), 1898, 49 – 50; 9 (сентябрь), 1898, 116 – 117
- Турилов А. А. Малоизвестный источник по истории идеи „Третьего Рима“ у юж. славян (Повесть о Ксиропотамском монастьре). – Римско-Константинопольское наследие на Руси: Идея власти и политическая практика. М., 1995, 137 – 139

### На латиница
- Halkin, F. Bibliotheca Hagiographica Graeca. T. 3. Bruxelles, 1957
- Petkov, K. The Voices of Medieval Bulgaria (Seventh-Fifteenth Century). Leiden-Boston, 2008